# 金泽市立安江金箔工艺馆
36°34′25.5″N 136°39′57.4″E / 36.573750°N 136.665944°E
金泽市立安江金箔工艺馆是一座位于日本石川县金泽市的金箔博物馆。

## 历史
金泽市立安江金箔工艺馆的前身安江金箔博物馆建立于1974年，以建立者安江孝明的姓氏命名。1985年，位於北安江的该博物馆及其所有文物于1985年捐赠给金泽市政府，并随后改名为金泽安江金箔博物馆。2010年，由于金泽市政府认为東山地区的金箔文化更浓厚，博物馆被市政府迁到了東山地区。

## 建筑
金泽市立安江金箔工艺馆占地面积约为758平方米，建筑主体共3层。一楼由图书馆、多功能展览厅、办公室和信息中心组成，总面积为498平方米。二层为永久性展览区、休息区、临时展览区和多媒体区，总面积为444平方米。三层由研讨室和研究中心组成，总面积为438平方米。这座博物馆的建筑是按照金泽地区传统的仓库式样设计的，建筑内墙上镶嵌着金箔。

## 展览
该博物馆展出了大约300件金箔艺术品，同时展示了金泽金箔工艺的发展历史、金箔的制作工艺以及金箔的制作工具。展览品包括前江户时代、江户时代和现代时期的作品，如屏风、漆器、金泽佛坛、能剧服装等。